# پایپرزویل (پنسیلوانیا)
پایپرزویل (به انگلیسی: Pipersville) یک منطقهٔ مسکونی در ایالات متحده آمریکا است که در پنسیلوانیا واقع شده‌است. پایپرزویل ۶٬۳۳۶ نفر جمعیت دارد و ۱۳۲٫۸۹ متر بالاتر از سطح دریا واقع شده‌است.